# 阿斯瑞奇的李女男爵珍妮·李
阿什里奇的李女男爵珍妮·李，PC（英語：Jennie Lee, Baroness Lee of Asheridge，1904年11月3日—1988年11月16日），是一位英国苏格兰政治家。1929年至1931年作为工党候选人当选英国下议院议员，成为当时下院里最年轻的议员（24岁）。1964年担任哈罗德·威尔逊内阁的艺术大臣，她在开放大学及大学基金会等领域发挥了主导作用。她与威尔士的工党政治家安奈林·贝文结婚。

## 生平
珍妮·李是苏格兰法夫地区的一名矿工的女儿，她在爱丁堡大学完成了学业，1927年获得法学硕士学位。
她的政治生涯开始于1929年北拉纳克郡补选，时年24岁的她代表工党当选为下议院当时最年轻的议员，她在议会作为北拉纳克选区的代表任职至1931年为止。珍妮是一位充满理想的社会主义者，她以极大的热情领导了当时工党在北拉纳克郡选区的竞选活动，然而由于工党在1931年议会选举中惨败，她也因此失去了议席。
1934年，珍妮与威尔士的下议院工党议员安奈林·贝文结婚，尽管离开了下议院但她在政坛依然活跃。在1935年议会选举中，她再次竞选北拉纳克郡的席位但却以微弱劣势落选。1936年西班牙内战爆发后，她试图争取鲍德温内阁与民众对西班牙人民阵线政府给予援助。在接下来的几年里，她的丈夫逐渐在工党内担任越来越重要的职位。当贝文于1945年被克莱门特·艾德礼首相任命为他内阁的卫生大臣时，珍妮暂时搁置了她为之奋斗的女权主义事业并转而协助她的丈夫
。尽管如此，但她也在1945年议会选举中代表坎诺克选区再次当选下议院议员并一直连任到1970年退休。
1960年珍妮的丈夫去世，她本人在四年后被哈罗德·威尔逊首相任命为新设立的艺术大臣。在这个职位上她主要致力于对文化艺术领域的发展投入，并且也为大学制度的改革做出了很大的贡献。1969年她主导创立了位于伦敦北部亚历山德拉宫的英国第一所开放大学。
在离开政府和下议院后，珍妮在1970年被女王伊丽莎白二世册封为终身贵族，称号为“阿什里奇的李女男爵”，她也因此晋身贵族升入了上议院。1988年11月16日，珍妮因自然原因去世，享年84岁，她将自己的私人书籍捐赠给了开放大学。

## 著作
- 《明天是新的一天》，1939年（自传）
- 《我与安奈林·贝文的生活》，1980年（自传）